# Мевасерет-Ціон
Мевасере́т-Ціо́н (івр. מבשרת ציון, передвісниця Сіону) — передмістя Єрусалиму в Єрусалимському окрузі Ізраїлю, його площа становить 6390 дунамів.
Розташований по обидві сторони шосе № 1 (дорожня розв'язка Гарель), на 6 кілометрів західніше в'їзду в Єрусалим. Нинішній муніципалітет утворився шляхом злиття селищ Мевасерет-Єрушалайм, Маоз-Ціон А і Маоз-Ціон Б у 1963 році.
Посеред селища височіє гора Маоз, на якій розташований національний парк Кастель; в селищі є пам'ятник бійцям бригади «Гарель», загиблим при Кастелі в Шестиденної війні від йорданського вогню. Також в Мевасерет-Ціоні знаходяться три іноземних посольства: Парагваю, Болівії і Коста-Рики.
Перші жителі селищ — репатріанти з Курдистану, Іраку, Ірану та Північної Африки, яких розміщували в тимчасових селищах (т. зв. ma'abarot).
З 1978 року в Мевасерет-Ціон стали переїжджати єрусалимські сім'ї, в основному — світські, охочі знайти собі тихе місце сільського характеру неподалік від великого міста.
У Мевасерет-Ціоні діють середня школа і єшива.
Природний приріст населення — 3,7%.
71,3% учнів отримують атестат зрілості.
Середня зарплата на 2007 рік — 9180 шекелів.
Графік зростання населення Мевасерет-Ціон: